# Festspillene i Bergen

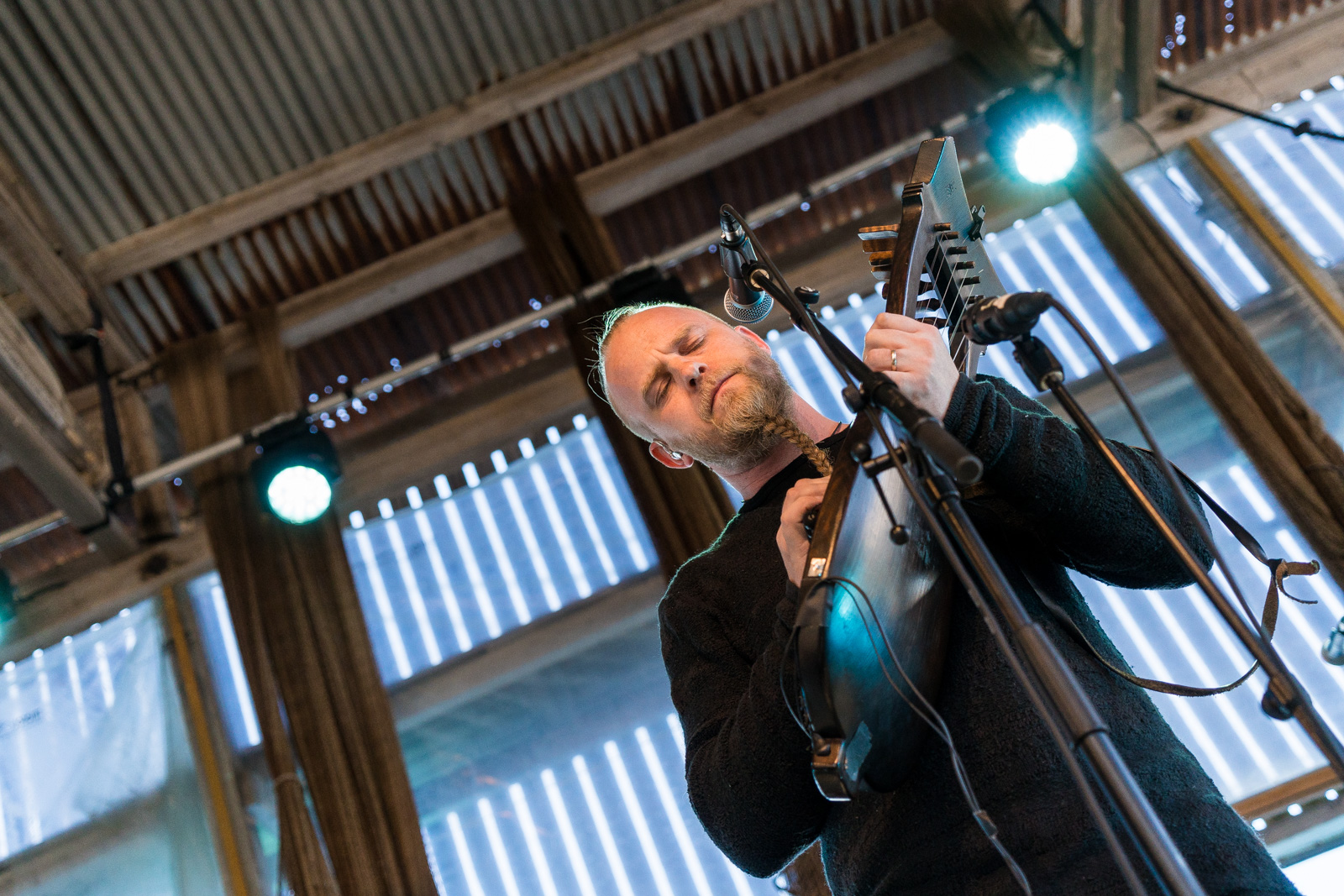
Een optreden van Einar Selvik tijdens het festival van 2017

Festspillene i Bergen (Engels: Bergen International Festival) is een jaarlijks cultureel festival in de Noorse stad Bergen. Het is een van de grootste culturele evenementen in de Noordse landen.
Het festival vindt elk jaar eind mei, begin juni plaats en omvat muziek, toneel, dans, literatuur, beeldende kunst en folklore. Concerten vinden plaats in onder meer Grieghallen en Håkonshallen, en op museumlocaties als Lysøen en Troldhaugen. In 2013 bestond het programma uit meer dan 200 verschillende optredens, verspreid over 15 dagen. Het festival wordt gefinancierd door Noorse overheidsinstanties en commerciële sponsors. Beschermheer is koning Harald V van Noorwegen, die het festival ook officieel opent. Vast onderdeel van het programma is een uitvoering van het pianoconcert van Edvard Grieg.
De eerste editie van het festival werd in 1953 gehouden. Onder meer dirigent Leopold Stokowski en sopraan Kirsten Flagstad traden toen op. Het idee voor het festival kwam onder andere van de operazangeres Fanny Elstra. Zij was geïnspireerd door een soortgelijk evenement dat Grieg in 1898 in Bergen had georganiseerd, Musikkfest i Bergen.
Ieder jaar wordt een Noorse kunstenaar verkozen tot Festspillkunstner en wordt er speciale aandacht besteed aan diens werk. In 2023 bijvoorbeeld was dit de in Noorwegen gevestigde Amerikaanse kunstenaar Camille Norment.
Sinds 2022 is de componist Lars Petter Hagen directeur van het festival.